# Bernhard Cullmann
Bernhard Cullmann, född 1 november 1949, är en tysk före detta fotbollsspelare.
Bernhard Cullmann debuterade i Västtysklands landslag 1973. Han deltog i VM-slutspelen 1974 och 1978 samt EM 1976 och 1980. Cullmann spelade i finalerna när Västtyskland blev världsmästare 1974 och europamästare 1980. Till vardags spelade Cullmann under hela proffskarriären i 1. FC Köln. 